# Ralph Cheli
Ralph Cheli (San Francisco, 29 ottobre 1919 – Rabaul, 6 marzo 1944) è stato un militare e aviatore statunitense, decorato con la Medal of Honor alla memoria nel corso della seconda guerra mondiale. Insignito anche della Distinguished Flying Cross, della Purple Heart e dell'Air Medal.

## Biografia
Nacque a San Francisco il 29 ottobre 1919, figlio di Robert Alfred e Julia Martinelli.  Frequentò la Lehigh University come membro della classe del 1941. Nel febbraio 1940, durante il suo terzo anno, lasciò l'università per arruolarsi nell'United States Army Air Force a New York come cadetto pilota. Intraprese l'addestramento primario al volo a Tulsa, Oklahoma; l'addestramento basico a Randolph Field, Texas; e l'addestramento avanzato per velivoli plurimotori a Kelly Field , Texas.
Dopo essere stato nominato sottotenente nel novembre 1942, fu assegnato come copilota di un bombardiere Boeing B-17 Flying Fortress nel 21st Reconnaissance Squadron, operante da Miami, Florida, sotto il 3rd Bombardment Wing del General Headquarters Air Force. Dopo aver frequentato la Scuola di guerra chimica presso l'Edgewood Arsenal, nel Maryland, si riunì al 21st RS a MacDill Field, Florida , dove era stato assegnato al 29th Bombardment Group. Quando gli Stati Uniti d'America entrarono nella seconda guerra mondiale, fu promosso a tenente nel febbraio 1942 e volò in missioni di pattugliamento antisommergibile nel Mar dei Caraibi come pilota di B-17 con il 43rd Bomb Squadron (29th BG).
Promosso capitano nel giugno 1942 venne trasferito al 38th Bombardment Group a Barksdale Field, Louisiana, dove fu assegnato in qualità di ufficiale operativo al 405th Bomb Squadron "Green Dragons". In agosto guidò un volo di bombardieri medi North American B-25 Mitchell da Hamilton Field, California, all'Australia nel primo trasferimento aereo di B-25 nella zona di guerra del Pacifico sud-occidentale. Effettuò la sua prima missione di combattimento il 15 settembre 1942, in un attacco contro installazioni nemiche a Buna, in Nuova Guinea.
Due mesi dopo, il 38th si spostò a Port Moresby, dove assunse il comando del 405th BS dopo la morte del suo precedente comandante il 5 gennaio 1943. Fu promosso maggiore a marzo.
Il 3 marzo 1943, durante la battaglia del Mare di Bismarck, guidò il 405th Bomber Squadron nel primo attacco diurno "a bassa quota" contro un convoglio navale giapponese, uno dei primi raid che utilizzavano la tecnica dello skip bombing. In totale, compì 39 missioni di combattimento e si guadagnò la Distinguished Flying Crosse l'Air Medal.
Nell'agosto del 1943, la Fifth Air Force del generale George Kenney stava supportando il piano strategico degli Alleati di avanzata verso le Filippine lungo la costa settentrionale della Nuova Guinea. La fase successiva, prevista per l'inizio di settembre, era la conquista della base giapponese di Lae. L'obiettivo immediato della Fifth Air Force era la neutralizzazione della potenza aerea giapponese concentrata a Wewak, circa 480 chilometri a ovest di Lae. Wewak e i suoi campi satellite di But, Boram e Dagua, ospitavano oltre 100 bombardieri e circa 90 caccia. Il volo di oltre 800 chilometri verso Wewak fu la penetrazione più profonda in territorio giapponese mai effettuata da bombardieri medi bimotori.
Nella notte del 16 agosto, 50 bombardieri pesanti tra Boeing B-17 Flying Fortress e Consolidated B-24 Liberator attaccarono i campi, seguiti la mattina del 17 da 32 B-25 Mitchell, scortati da 80 Lockheed P-38 Lightning. Entrambi gli attacchi incontrarono un intenso fuoco antiaereo ma poca opposizione da parte dei caccia Un altro attacco agli aeroporti fu effettuato la mattina del 18 agosto per mitragliare e sganciare i campi da bassa quota. Il 3rd Attack Group fu assegnato all'attacco dei campi di Wewak e Boram, mentre il 38th BG fu inviato più a ovest per attaccare gli aeroporti di Dagua e But. Ogni bombardiere era caricato con 12 gruppi di bombe a frammentazione ("para-frag") da 23 libbre, che il 405th BS avrebbe sganciato su Dagua e il 71st BS su But.
A lui fu assegnato il comando del 38th BG, forte di 30 B-25 Mitchell, inclusi i velivoli di riserva. Il maltempo durante il tragitto separò la forza da bombardamento dalla propria scorta di caccia P-38, e problemi meccanici ridussero ogni squadrone di un Mitchell, lasciando il suo 405th e il successivo 71st BS ad attaccare con 28 B-25. Il suo aereo assegnatogli quel giorno era il B-25D-1 (n/s 41-30117), un bombardiere modificato sul campo mediante la chiusura del suo muso in plexiglass per montare quattro mitragliatrici anteriori e un paio di "blister pack" laterali della fusoliera che montavano mitragliatrici che sparavano anche in avanti.
Mentre manovravano a 45 metri di altezza per attaccare l'aeroporto pesantemente difeso, 10-15 caccia Nakajima Ki-43 Oscar giapponesi in orbita tra le nuvole attaccarono dall'alto, effettuando numerosi passaggi contro le forze statunitensi nell'arco di dieci minuti. Molti caccia concentrarono il fuoco sul suo bombardiere, incendiando il motore destro mentre l'aereo era ancora a 3 chilometri dal bersaglio. L'incendio si propagò rapidamente al muso e alla cabina di pilotaggio. La sua velocità gli avrebbe permesso di guadagnare la quota necessaria per paracadutarsi in salvo, ma questa azione avrebbe portato la sua formazione a disorganizzarsi e ad essere esposta al nemico. Sebbene uno schianto fosse inevitabile, scelse di continuare a guidare l'attacco. Da una quota minima, lo squadrone effettuò un devastante bombardamento e mitragliamento sul bersaglio. Egli ordinò al suo gregario di guidare la formazione, mentre il suo aereo volò a sud-est verso le vicinanze dell'aeroporto di Boram, dove ammarò a circa 2 chilometri dalla costa. Inizialmente si credeva fosse morto nell'incidente, e per le sue azioni il 28 ottobre 1943 ricevette postumo la Medal of Honor. Lasciò la moglie, Geraldine Reilly, e il figlio neonato, Ralph Jr.

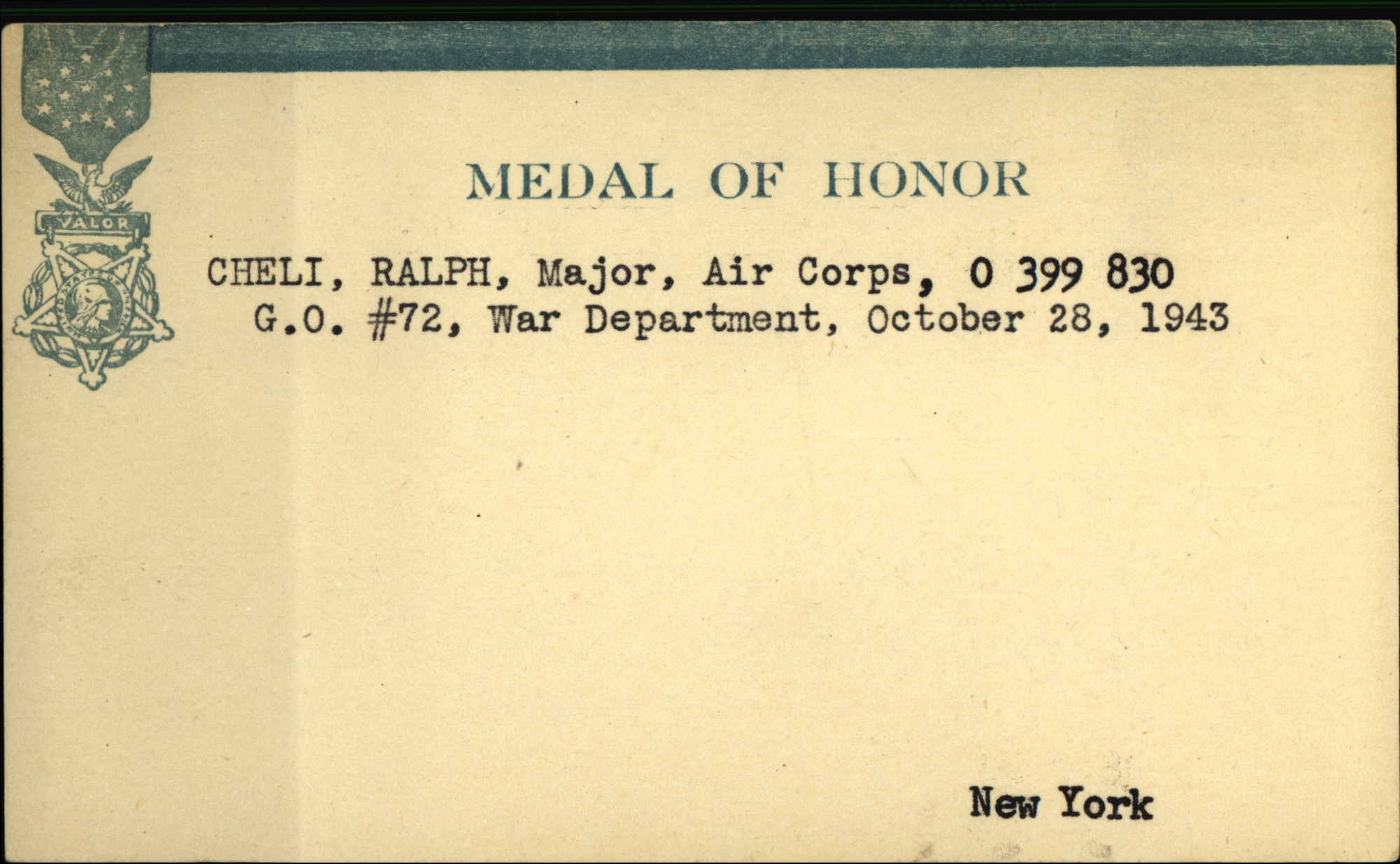
Assegnazione della Medal of Honor al maggiore Ralph Cheli.

La speranza si riaccese qualche mese dopo, quando una trasmissione radiofonica giapponese annunciò che Cheli e alcuni membri del suo equipaggio erano prigionieri di guerra. Secondo i resoconti del dopoguerra, egli era riuscito a far ammarare il suo B-25 in fiamme a poche centinaia di metri dalla costa. Il copilota Don Yancey e il capitano Vincent Raney, l'osservatore australiano, non sopravvissero allo schianto. Lui, gravemente ustionato, e i suoi due mitraglieri, il sergente Raymond Warren e il sergente maggiore Clinton Murphree, furono raccolti dai soldati giapponesi e portati all'aeroporto di Dagua, dove furono interrogati dal capitano Shigeki Namba del 59° Hikō Sentai, a cui fu attribuito il merito di averlo abbattuto. Gli aviatori americani furono poi trasportati al campo di prigionia di Rabaul, con uno dei mitraglieri che decedette a causa delle gravi ferite, mentre l'altro fu poi assassinato dei giapponesi. All'inizio di marzo del 1944 fu detenuto nel campo di prigionia di Tunnel Hill, dove fu assassinato dai giapponesi il 4 marzo 1944, durante il massacro di Talili Bay. Dopo la fine guerra, nel settembre 1945 gli americani interrogarono i prigionieri giapponesi, in particolare quelli del 6° reparto Kempetai, i quali affermarono che i prigionieri americani erano rimasti uccisi da un bombardamento alleato.
Più di cinque anni dopo la fine della guerra, fu scoperta una fossa comune contenente i resti di prigionieri americani giustiziati all'inizio di marzo del 1944. Come quelli della fossa comune rinvenuta nell'estate del 1950 vicino al vulcano Matupi di Rabaul, i corpi mostravano segni di maltrattamenti, presentavano gli arti legati con il fil di ferro, ecc. 
Quelli che si ritiene siano i resti del maggiore Ralph Cheli e di altri prigionieri di guerra giustiziati in modo simile sono stati sepolti nel Jefferson Barracks National Cemetery di St. Louis, Missouri il 21 marzo 1950.

### Annotazioni
1. ↑  Secondo una dichiarazione rilasciata dal colonnello Horton dell'Imperial War Graves Commission i registri mostrano che il comandante giapponese a Rabaul aveva precedentemente dichiarato che questi uomini erano stati trasferiti in Giappone su un cacciatorpediniere che fu poi affondato.

### Fonti
1. 1 2 3 4 5 6 7 8 9 10 11  Air Force Historical Support Division.
2. 1 2 3 4 5 6 7 8 9 10 11 12 13 14 15 16 17  Pacific Wrecks.
3. 1 2  Air Force Magazine.
4. 1 2 3 4 5 6 7 8 9 10 11 12 13 14 15 16 17 18 19 20 21 22  Home of Heroes.
5. 1 2 3 4  Valor Military Times.
6. ↑  Congressional Medal of Honor Society.
7. ↑  {{Cita|Gamble 2010|p. 308}.